# Dorsum Oppel
Der Dorsum Oppel ist ein Dorsum auf dem Mond, der entlang des nordwestlichen Randes des Mare Crisiums verläuft, beginnend bei Cleomedes F bis zu Yerkes. Südlich von Yerkes beginnt dann Dorsum Termier.
Seine Länge beträgt etwa 300 Kilometer; seine mittleren selenografischen Koordinaten sind 19° N / 52° O.
1976 ist er von der Internationalen Astronomischen Union nach dem deutschen Paläontologen Albert Oppel benannt worden.